# Nampty
Nampty és un municipi francès situat al departament del Somme i a la regió dels Alts de França. L'any 2007 tenia 239 habitants.

## Demografia

### Població
El 2007 la població de fet de Nampty era de 239 persones. Hi havia 92 famílies de les quals 16 eren unipersonals (4 homes vivint sols i 12 dones vivint soles), 28 parelles sense fills, 44 parelles amb fills i 4 famílies monoparentals amb fills.
La població ha evolucionat segons el següent gràfic:

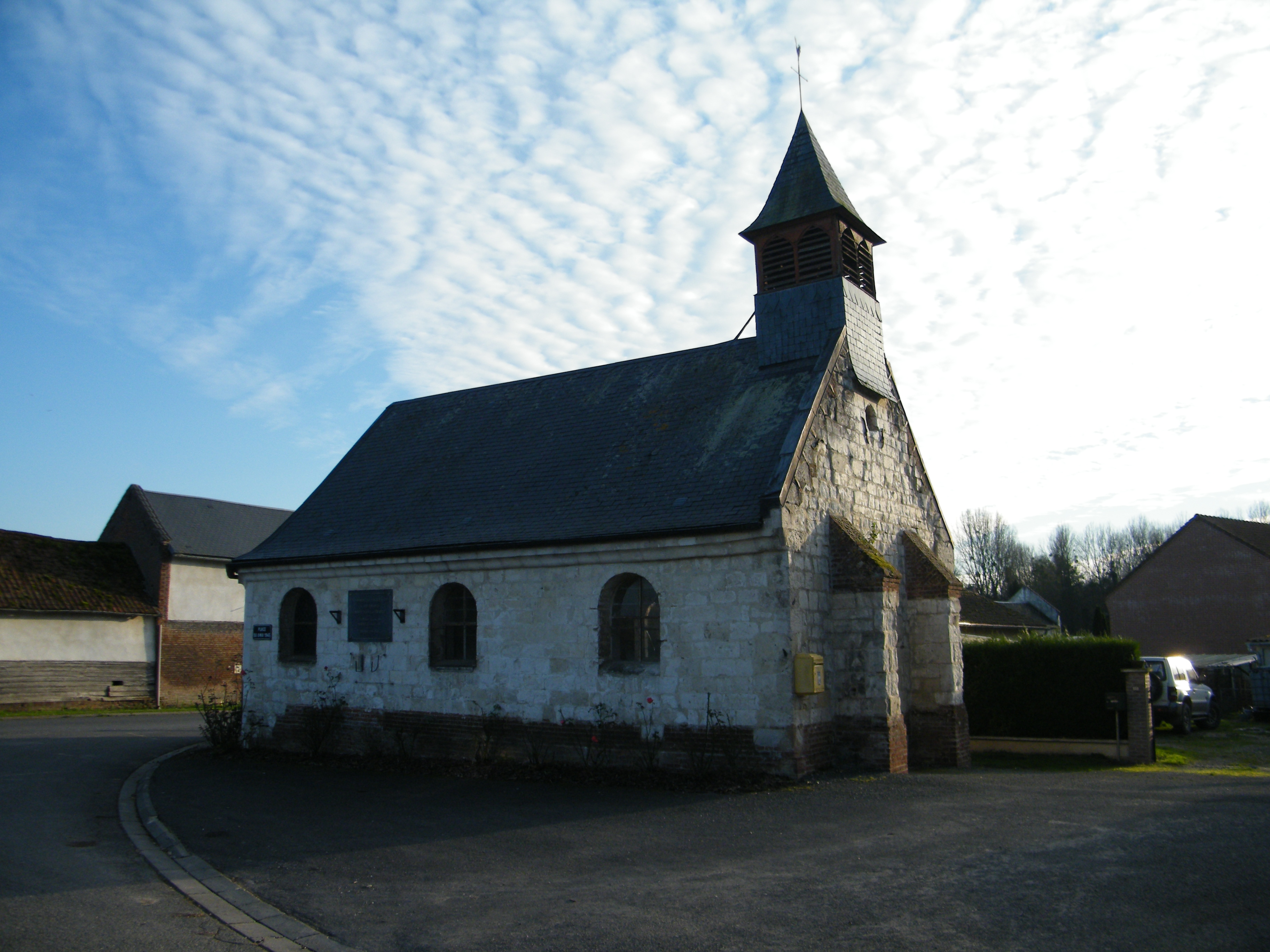

Habitants censats

### Habitatges
El 2007 hi havia 96 habitatges, 91 eren l'habitatge principal de la família, 1 era una segona residència i 4 estaven desocupats. 92 eren cases i 4 eren apartaments. Dels 91 habitatges principals, 79 estaven ocupats pels seus propietaris i 12 estaven llogats i ocupats pels llogaters; 4 tenien dues cambres, 8 en tenien tres, 16 en tenien quatre i 63 en tenien cinc o més. 82 habitatges disposaven pel capbaix d'una plaça de pàrquing. A 34 habitatges hi havia un automòbil i a 53 n'hi havia dos o més.

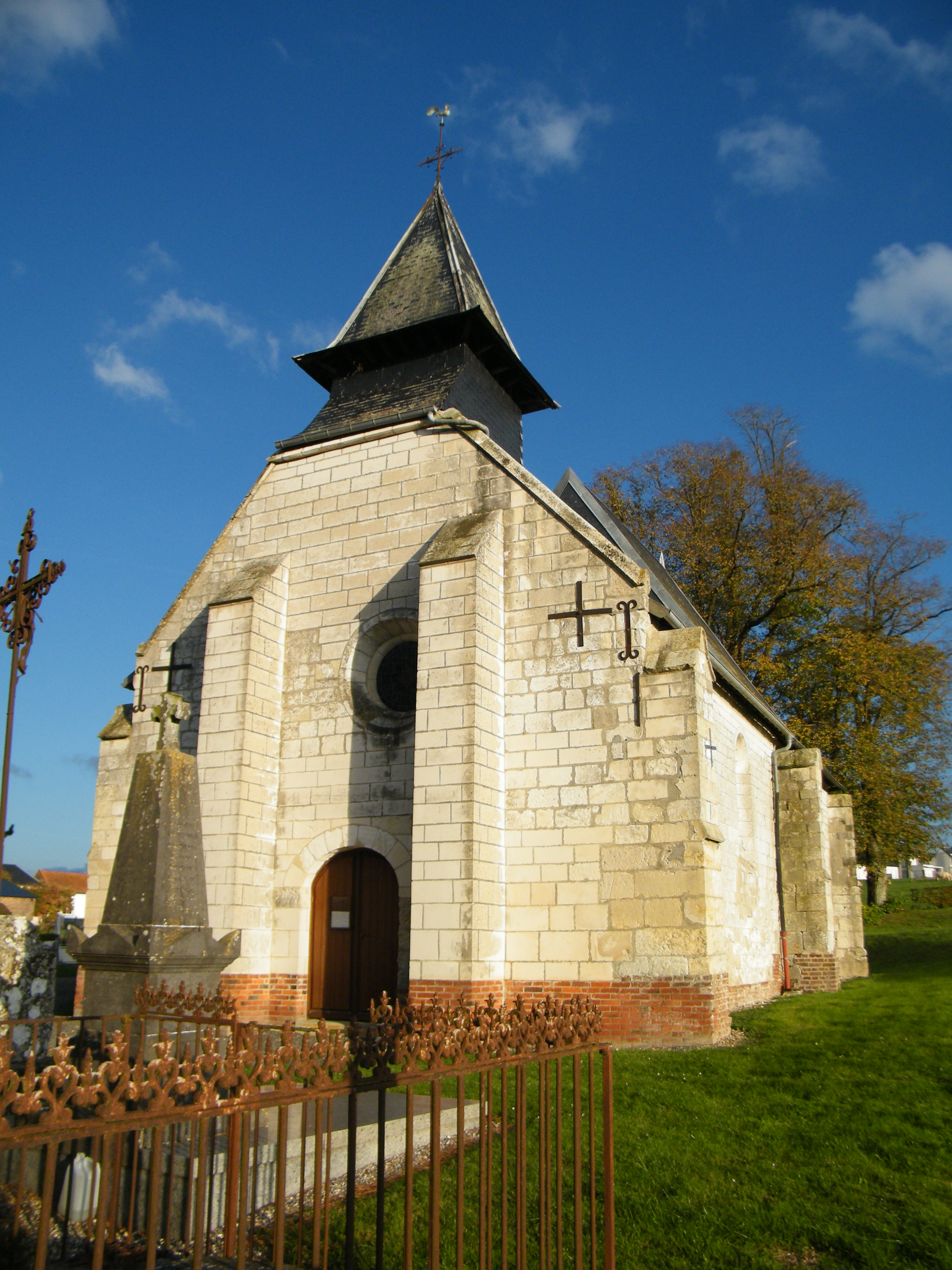

### Piràmide de població
La piràmide de població per edats i sexe el 2009 era:
| Homes | Edats   | Dones |
| ----- | ------- | ----- |
| 0     | 95 o +  | 0     |
| 0     | 90 a 94 | 0     |
| 0     | 85 a 89 | 4     |
| 4     | 80 a 84 | 4     |
| 0     | 75 a 79 | 0     |
| 8     | 70 a 74 | 8     |
| 0     | 65 a 69 | 0     |
| 4     | 60 a 64 | 12    |
| 8     | 55 a 59 | 4     |
| 0     | 50 a 54 | 4     |
| 0     | 45 a 49 | 4     |
| 4     | 40 a 44 | 4     |
| 16    | 35 a 39 | 28    |
| 12    | 30 a 34 | 4     |
| 4     | 25 a 29 | 8     |
| 4     | 20 a 24 | 0     |
| 8     | 15 a 19 | 8     |
| 8     | 10 a 14 | 4     |
| 4     | 5 a 9   | 8     |
| 20    | 0 a 4   | 4     |

## Economia

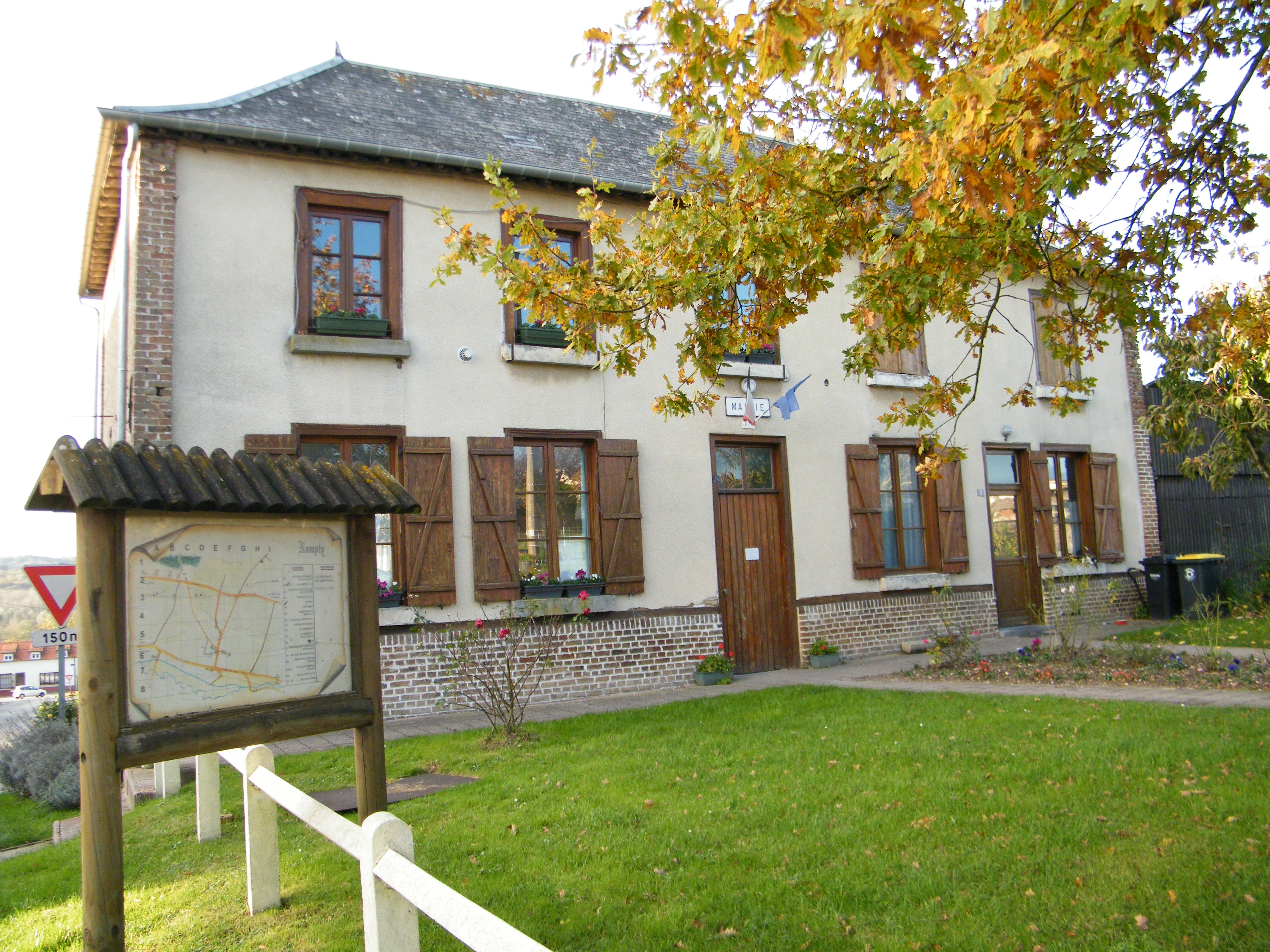

El 2007 la població en edat de treballar era de 155 persones, 118 eren actives i 37 eren inactives. De les 118 persones actives 109 estaven ocupades (57 homes i 52 dones) i 9 estaven aturades (4 homes i 5 dones). De les 37 persones inactives 15 estaven jubilades, 12 estaven estudiant i 10 estaven classificades com a «altres inactius».

### Ingressos
El 2009 a Nampty hi havia 89 unitats fiscals que integraven 225 persones, la mediana anual d'ingressos fiscals per persona era de 21.824 €.

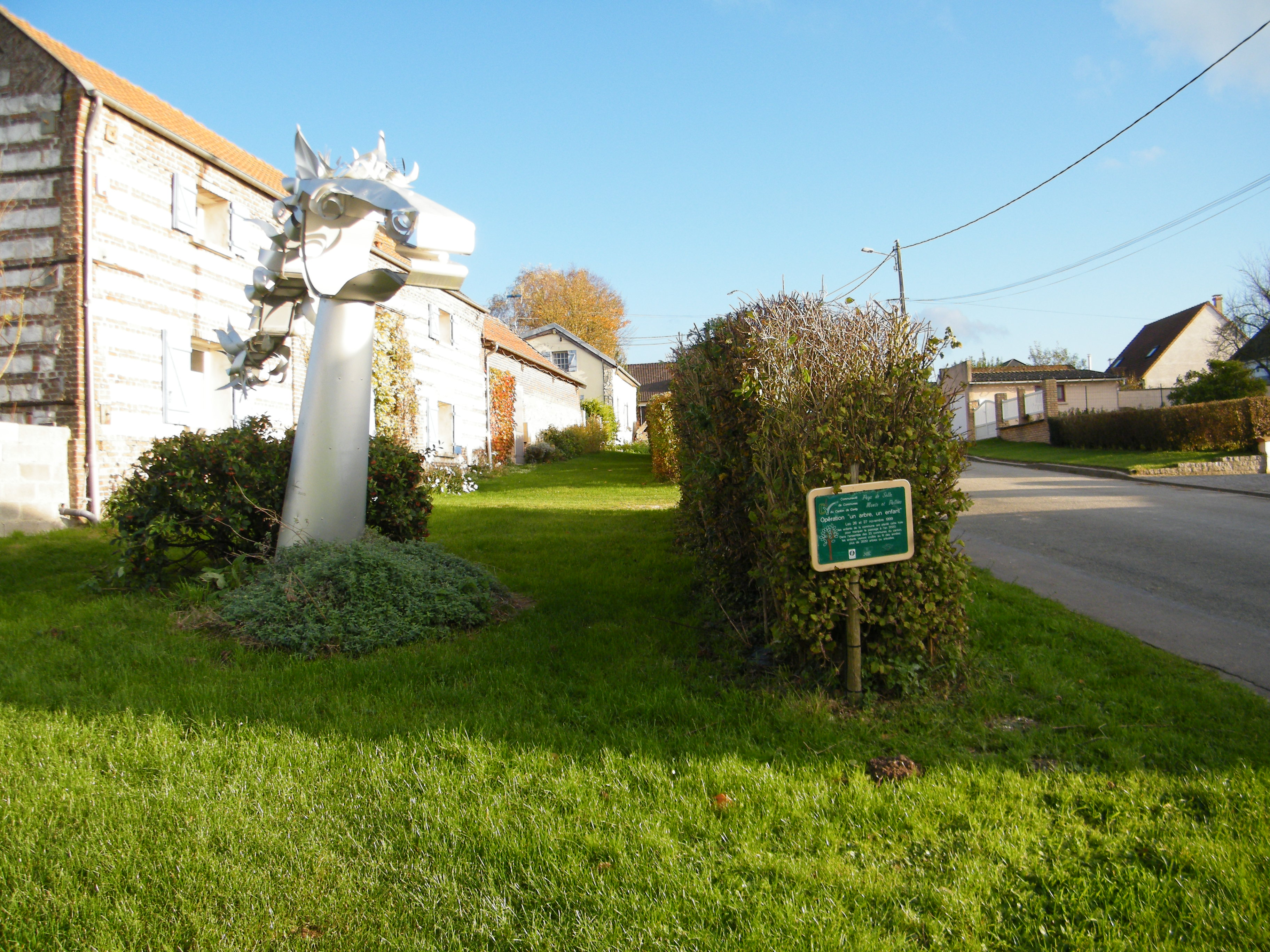

### Activitats econòmiques
Dels 10 establiments que hi havia el 2007, 1 era d'una empresa de construcció, 2 d'empreses de comerç i reparació d'automòbils, 1 d'una empresa de transport, 3 d'empreses de serveis, 1 d'una entitat de l'administració pública i 2 d'empreses classificades com a «altres activitats de serveis».
Dels 3 establiments de servei als particulars que hi havia el 2009, 1 era un paleta i 2 perruqueries.
Dels 2 establiments comercials que hi havia el 2009, 1 era una botiga de mobles i 1 una joieria.
L'any 2000 a Nampty hi havia 7 explotacions agrícoles que ocupaven un total de 342 hectàrees.

## Poblacions més properes
El següent diagrama mostra les poblacions més properes.